# Tołoczki Małe
Tołoczki Małe – kolonia wsi Czepiele w Polsce, położona w województwie podlaskim, w powiecie sokólskim, w gminie Kuźnica.
Dawna siedziba dworska w Tołoczkach Małych powstała w wyniku rozdrobnienia  majątku Molawica, należącego od początku XVI w. do bojarskiej rodziny Tołoczków (Tołłoczków), herbu Pobóg. Rezultatem tego  podziału było powstanie pomiędzy 1715 a 1775 r. trzech dworów (pomiędzy dzisiejszymi Tołoczkami Małymi, Bilminami i Tołoczkami Wielkimi - w dolinie rzeki Przerwa),  wszystkie noszących nazwy Tołoczko, Tołłoczko lub Tołoczki. Tołoczki Małe pozostawały w rękach rodziny Tołoczków (Tołłoczków) do 1880 r.
W latach 1975–1998 kolonia administracyjnie należała do województwa białostockiego.
Wierni kościoła rzymskokatolickiego należą do parafii Świętej Trójcy i św. Dominika w Klimówce.